# Richard Billinger
Richard Billinger (Sankt Marienkirchen bei Schärding, 20 luglio 1890 – Linz, 7 giugno 1965) è stato un drammaturgo, poeta e scrittore austriaco.

## Biografia

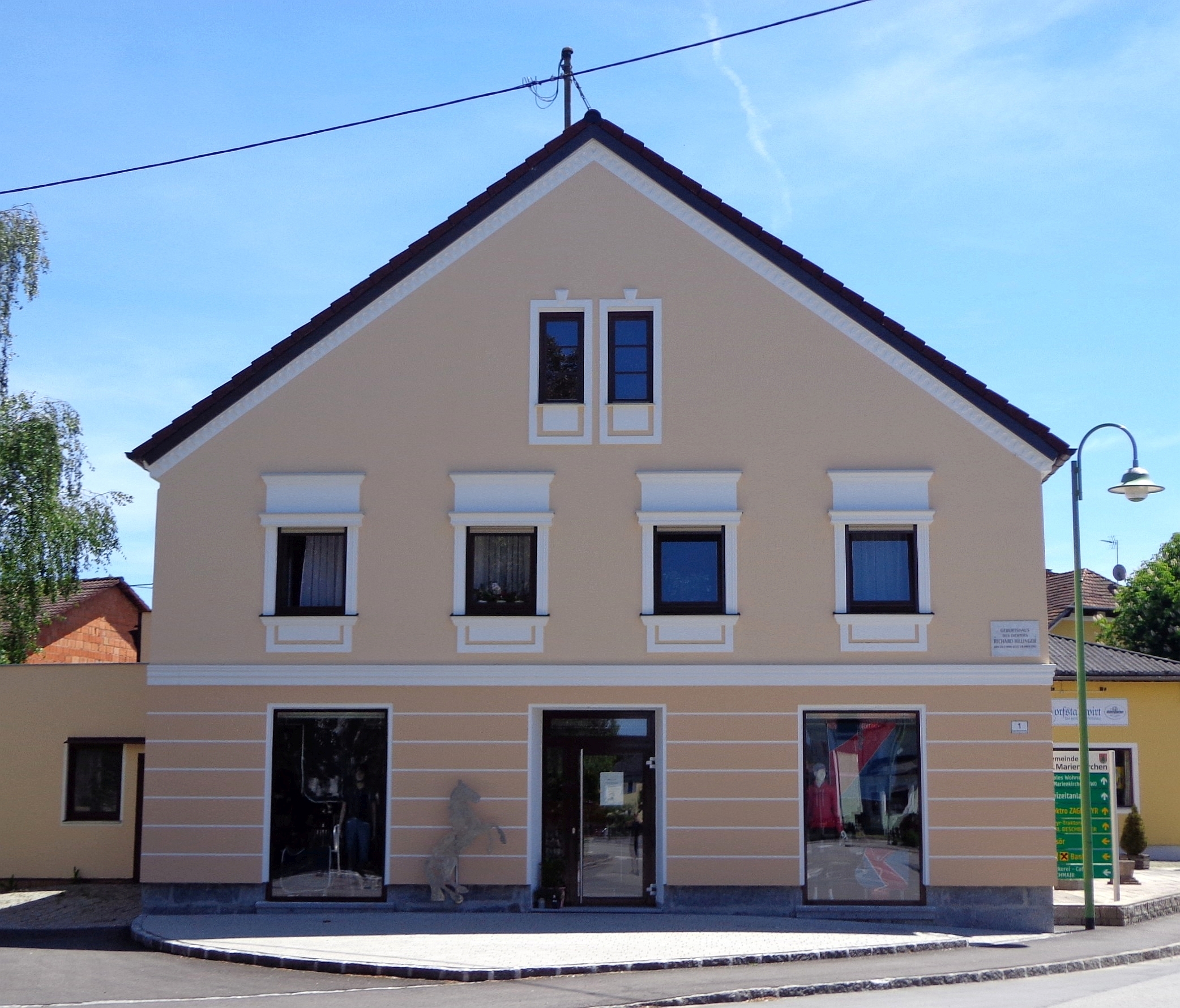
Casa natale di Richard Billinger, Sankt Marienkirchen bei Schärding

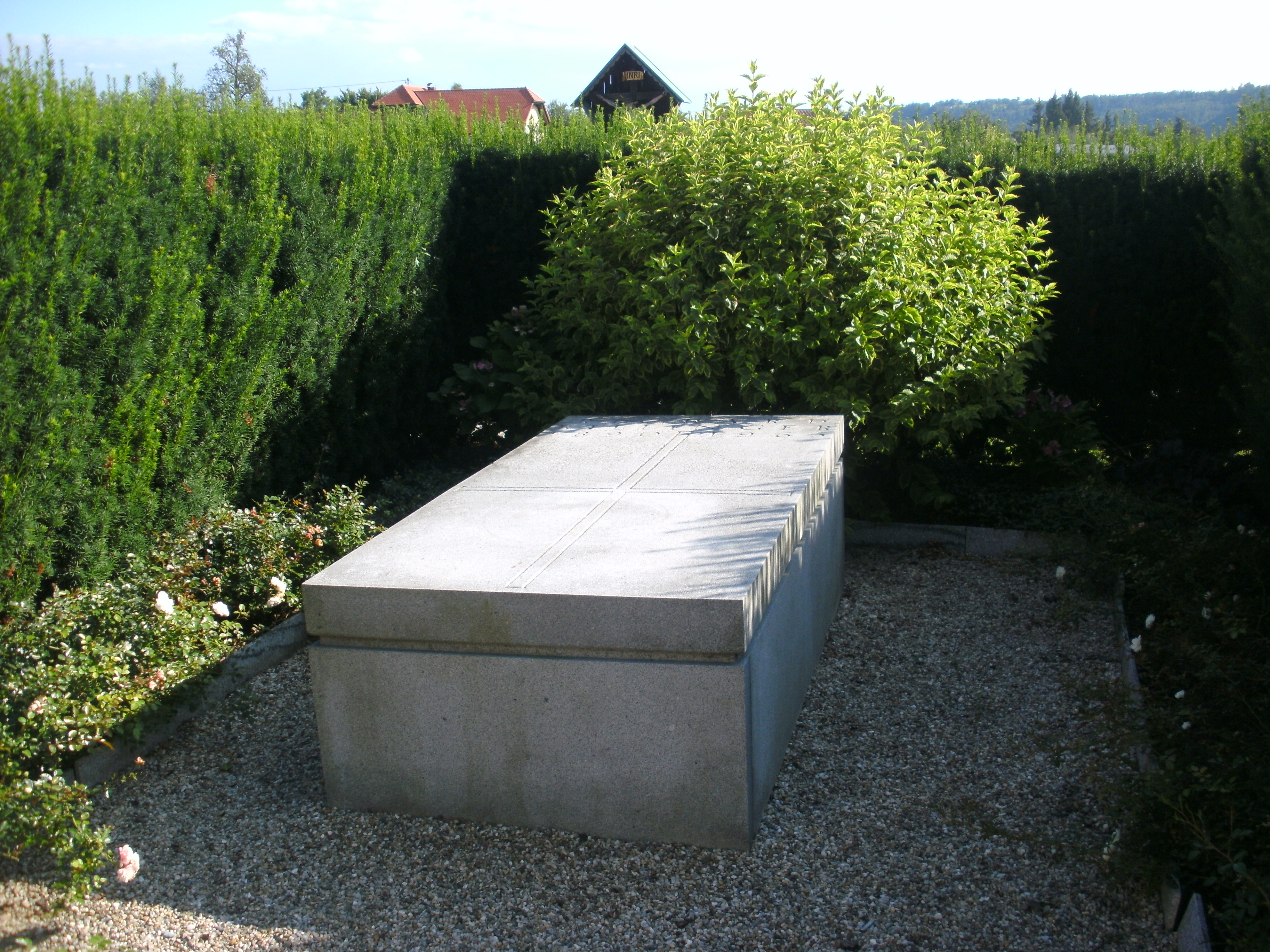
Tomba di Billinger a Hartkirchen

Richard Billinger nacque a Sankt Marienkirchen bei Schärding il 20 luglio 1890, in una famiglia contadina.
Dal 1902 al 1905 frequentò il Collegium Petrinum, prima di iscriversi alla facoltà di filosofia e germanistica, dapprima a Innsbruck, poi a Kiel (1912), infine a Berlino e a Vienna, dove rimase fino al 1928.
Proprio dal mondo rurale trasse ispirazione per le sue opere, sia nelle poesie, incentrate sui rituali agricoli e della fecondità, Sopra i campi (Über die Äcker, 1923); Falce in cielo (Sichel am Himmel, 1931), una celebrazione quasi religiosa della vita contadina; sia nelle prose, Le ceneri del purgatorio (Die Asche des Fegefeuers, 1931); Dalla mano di Dio (Lehen aus Gottes Hand, 1935); sia soprattutto nella prolifica e intensa produzione drammaturgica, in cui le passioni e i sentimenti umani, rappresentati tramite elementi popolareschi-barocchi tipici della sua terra, si diffondono con elementare rudezza e vitalità, da insidiare i valori della cristianità e quelli del progresso tecnico; Il gioco dei folletti (Das Perchtenspiel, 1928), fiabesca rappresentazione di un contadino punito dai demoni della terra per essersi inurbato; Cavalli (Rosse, 1931), basato sul conflitto tra uomo e macchina; La notte dell'antivigilia di Natale (Rauhnacht, 1931), allucinata descrizione del paganesimo erotico diffusosi in un villaggio; La strega di Passavia (Die Hexe von Passau, 1935), vistoso affresco storico; Il gigante (Der Gigant, 1937), l'opera della maturazione, costituita da un ritratto di una ragazza di campagna che si perde per un'esperienza urbana, Paracelsus (1943).
Questi argomenti influenzarono anche la sua adesione al nazismo e alla mitologia del "sangue e zolla", anche se nel 1935 subì un arresto a causa della sua omosessualità, e nel 1941 il contenuto del suo romanzo Karl suscitò le critiche del regime.
Comunque negli anni quaranta, Billinger ricevette molte onorificenze ed ottenne consensi e successi sul palcoscenico. Il 12 marzo 1941 fu onorato a Linz con la Gaukulturpreis del Danubio superiore, nel giugno 1942 con il premio letterario della città di Monaco di Baviera, e nel 1943, il governatore Gauleiter gli assegnò il Premio Raimund della città di Vienna «con parole di ammirazione per la sua ricca vita di lavoro».
Tra le sue ultime opere si possono menzionare, il volume di racconti, Un mazzo di rose (Ein Strauss Rosen, 1954); i drammi La rappresentazione millenaria di Augusta (Das Augsburger Jahrtausendspiel, 1955); Donauballade (1959); Passione di contadini (Bauernpassion, 1960),in cui primordiali miti naturalistici trapassano spesso nel demoniaco.
Scrittore sanguigno, estroso, visionario, Billinger manifestò il contrasto tra il paganesimo e la pietas cristiana, fra sensualità e cristianità, tra le forze della terra e quella civiltà moderna, che dopo le prime brillanti e promettenti conquiste, sembra essersi un po' persa, secondo il giudizio di Billinger.

## Opere

### Poesie
- Sopra i campi (Über die Äcker, 1923);
- Falce in cielo (Sichel am Himmel, 1931).

### Prosa
- Le ceneri del purgatorio (Die Asche des Fegefeuers, 1931);
- Dalla mano di Dio (Lehen aus Gottes Hand, 1935);
- Un mazzo di rose (Ein Strauss Rosen, 1954).

### Teatro
- Il gioco dei folletti (Das Perchtenspiel, 1928);
- Cavalli (Rosse, 1931);
- La notte dell'antivigilia di Natale (Rauhnacht, 1931);
- La strega di Passavia (Die Hexe von Passau, 1935);
- Il gigante (Der Gigant, 1937);
- Paracelsus (1943);
- La rappresentazione millenaria di Augusta (Das Augsburger Jahrtausendspiel, 1955);
- Donauballade (1959);
- Passione di contadini (Bauernpassion, 1960).